# Stormen Pia
Stormen Pia var ett kraftigt lågtryck som kom in över Sverige den 21 december 2023, vid kvällstid. Stormen orsakade kaos i trafiken och SMHI utfärdade varningar. Främst drabbades julresenärer. Stormen tog slut den 22-23 december.